# Tony Awards 1968
Die Verleihung der 22. Tony Awards 1968 (22nd Annual Tony Awards) fand am 21. April 1968 im Shubert Theatre in New York City statt. Moderatoren der Veranstaltung waren Angela Lansbury und Peter Ustinov, assistiert von Jack Benny und Alfred Drake. Ausgezeichnet wurden Theaterstücke und Musicals der Saison 1967/68, die am Broadway ihre Erstaufführung hatten. Die Preisverleihung wurde von der National Broadcasting Company im Fernsehen übertragen.

## Hintergrund
Die Antoinette Perry Awards for Excellence in Theatre, oder besser bekannt als Tony Awards, werden seit 1947 jährlich in zahlreichen Kategorien für herausragende Leistungen bei Broadway-Produktionen und -Aufführungen der letzten Theatersaison vergeben. Zusätzlich werden verschiedene Sonderpreise, z. B. der Regional Theatre Tony Award, verliehen. Benannt ist die Auszeichnung nach Antoinette Perry. Sie war 1940 Mitbegründerin des wiederbelebten und überarbeiteten American Theatre Wing (ATW). Die Preise wurden nach ihrem Tod im Jahr 1946 vom ATW zu ihrem Gedenken gestiftet und werden bei einer jährlichen Zeremonie in New York City überreicht.

## Gewinner und Nominierte

### Theaterstücke
| Kategorie                            | Preisträger                   | Theaterstück                                                                   | Nominierungen |
| Bestes Theaterstück                  | Tom Stoppard                  | Rosencrantz and Guildenstern Are Dead                                          | - A Day in the Death of Joe Egg – Peter Nichols - Plaza Suite – Neil Simon - The Price – Arthur Miller |
| Bester Produzent Theaterstück        | David Merrick Arts Foundation | Rosencrantz and Guildenstern Are Dead                                          | |
| Bester Hauptdarsteller Theaterstück  | Martin Balsam                 | You Know I Can't Hear You When the Water's Running als Verschiedene Charaktere | - Albert Finney in A Day in the Death of Joe Egg als Bri - Milo O’Shea in Staircase als Harry C. Leeds - Alan Webb in I Never Sang for My Father als Tom Garrison                                                  |
| Beste Hauptdarstellerin Theaterstück | Zoe Caldwell                  | The Prime of Miss Jean Brodie als Jean Brodie                                  | - Colleen Dewhurst in More Stately Mansions als Sara - Maureen Stapleton in Plaza Suite als Verschiedene Charaktere - Dorothy Tutin in Portrait of a Queen als Victoria                                            |
| Bester Nebendarsteller Theaterstück  | James Patterson               | The Birthday Party als Stanley                                                 | - Paul Hecht in Rosencrantz and Guildenstern Are Dead als The Player - Brian Murray in Rosencrantz and Guildenstern Are Dead als Rosencrantz - John Wood in Rosencrantz and Guildenstern Are Dead als Guildenstern |
| Beste Nebendarstellerin Theaterstück | Zena Walker                   | A Day in the Death of Joe Egg als Sheila                                       | - Pert Kelton in Spofford als Mrs. Punck - Ruth White in The Birthday Party als Meg - Eleanor Wilson in Weekend als Mrs. Andrews                                                                                   |
| Beste Theaterregie                   | Mike Nichols                  | Plaza Suite                                                                    | - Michael Blakemore – A Day in the Death of Joe Egg - Derek Goldby – Rosencrantz and Guildenstern Are Dead - Alan Schneider – You Know I Can't Hear You When the Water's Running                                   |

### Musicals
| Kategorie                       | Preisträger                                                                           | Musical                                                                  | Nominierungen |
| Bestes Musical                  | Arthur Laurents (Buch), Jule Styne (Musik), Betty Comden und Adolph Green (Liedtexte) | Hallelujah, Baby!                                                        | - The Happy Time - How Now, Dow Jones - Illya Darling |
| Bester Produzent Musical        | Albert Selden, Hal James, Jane C. Nusbaum und Harry Rigby                             | Hallelujah, Baby!                                                        | |
| Bester Hauptdarsteller Musical  | Robert Goulet                                                                         | The Happy Time als Jacques Bonnard                                       | - Robert Hooks in Hallelujah, Baby! als Clem - Tony Roberts in How Now, Dow Jones als Charley - David Wayne in The Happy Time als Grandpere Bonnard                                                                |
| Beste Hauptdarstellerin Musical | Patricia Routledge und Leslie Uggams                                                  | Darling of the Day als Alice Challice und Hallelujah, Baby! als Georgina | - Melina Mercouri in Illya Darling als Illya - Brenda Vaccaro in How Now, Dow Jones als Cynthia Pike |
| Bester Nebendarsteller Musical  | Hiram Sherman                                                                         | How Now, Dow Jones als Wingate                                           | - Scott Jacoby in Golden Rainbow als Ally - Nikos Kourkoulos in Illya Darling als Tonio - Michael Rupert in The Happy Time als Bibi Bonnard                                                                        |
| Beste Nebendarstellerin Musical | Lillian Hayman                                                                        | Hallelujah, Baby! als Momma                                              | - Geula Gill in The Grand Music Hall of Israel als Various Characters - Julie Gregg in The Happy Time als Laurie Mannon - Alice Playten in Henry, Sweet Henry als Lillian 'Lili' Kafritz                           |
| Beste Originalmusik             | Jule Styne (Musik) sowie Betty Comden und Adolph Green (Liedtexte)                    | Hallelujah, Baby!                                                        | - How Now, Dow Jones – Elmer Bernstein (Musik) und Carolyn Leigh (Liedtexte) - Illya Darling – Manos Hadjidakis (Musik) und Joe Darion (Liedtexte) - The Happy Time – John Kander (Musik) und Fred Ebb (Liedtexte) |
| Beste Musicalregie              | Gower Champion                                                                        | The Happy Time                                                           | - George Abbott – How Now, Dow Jones - Jules Dassin – Illya Darling - Burt Shevelove – Hallelujah, Baby! |

### Theaterstücke oder Musicals
| Kategorie           | Preisträger    | Theaterstück bzw. Musical             | Nominierungen                                                                                                 |
| Bestes Bühnenbild   | Desmond Heeley | Rosencrantz and Guildenstern Are Dead | - Boris Aronson – The Price - Robert Randolph – Golden Rainbow - Peter Wexler – The Happy Time                |
| Beste Choreographie | Gower Champion | The Happy Time                        | - Michael Bennett – Henry, Sweet Henry - Kevin Carlisle – Hallelujah, Baby! - Onna White – Illya Darling      |
| Beste Kostüme       | Desmond Heeley | Rosencrantz and Guildenstern Are Dead | - Jane Greenwood – More Stately Mansions - Irene Sharaff – Hallelujah, Baby! - Freddy Wittop – The Happy Time |

### Sonderpreise (ohne Wettbewerb)
| Kategorie          | Preisträger         | Grund der Preisverleihung |
| Special Tony Award | Audrey Hepburn      |                           |
| Special Tony Award | Carol Channing      |                           |
| Special Tony Award | Pearl Bailey        |                           |
| Special Tony Award | David Merrick       |                           |
| Special Tony Award | Maurice Chevalier   |                           |
| Special Tony Award | APA-Phoenix Theatre |                           |
| Special Tony Award | Marlene Dietrich    |                           |

## Statistik

### Mehrfache Nominierungen
- 10 Nominierungen: The Happy Time
- 9 Nominierungen: Hallelujah, Baby!
- 8 Nominierungen: Rosencrantz and Guildenstern Are Dead
- 6 Nominierungen: How Now, Dow Jones und Illya Darling
- 4 Nominierungen: A Day in the Death of Joe Egg
- 3 Nominierungen: Plaza Suite
- 2 Nominierungen: The Birthday Party, Golden Rainbow, Henry, Sweet Henry, More Stately Mansions, The Price und You Know I Can't Hear You When the Water's Running

### Mehrfache Gewinne
- 5 Gewinne: Hallelujah, Baby!
- 4 Gewinne: Rosencrantz and Guildenstern Are Dead
- 3 Gewinne: The Happy Time